# Call (dessinateur)
Pour les articles homonymes, voir Call (homonymie).
Joan Call Bonet, dit Call, né le 3 octobre 1914 à Barcelone (Catalogne) et mort à Toulouse le 21 mai 2002, est un dessinateur de presse qui a travaillé essentiellement pour le quotidien La Dépêche du Midi.

## Biographie
Né dans une famille d’ouvriers, il fait des études à l’École normale de Barcelone. Il est jeune instituteur lorsqu’éclate la guerre civile. Il s’engage dans les rangs républicains et anti-franquistes.
En 1939, il est contraint à l’exil et se réfugie en France. Il est d’abord interné au camp du Vernet-sur-Ariège avant de se voir accorder le statut de réfugié politique. Ancien footballeur du FC Barcelone, il devient l’animateur du club de Luzenac, près du Vernet. D’autre part, ses talents de dessinateur lui valent, en 1954, d’être recruté par le quotidien toulousain La Dépêche du Midi. Il exerce pendant plusieurs décennies son métier de caricaturiste et d’illustrateur au sein de La Dépêche du Midi, tout en restant en contact avec ses compatriotes également artistes tels que Carlos Pradal, Joaquin Vicens Gironella, Manuel Camps Vicens, Francisco Forcadell Prats, Hilarión Brugarolas, etc., il collabore de manière plus virulente dans Espoir, le journal de la CNT (Confédération nationale du travail, qui mène une action d’éducation et de culture dans l’espoir d’une reconquista après une victoire sur le fascisme.
Call est l’auteur de nombreuses affiches, dont l’affiche de l’exposition des artistes espagnols de 1958 au Palais des arts de Toulouse.
Il prend sa retraite professionnelle en 1979.